# Joncă

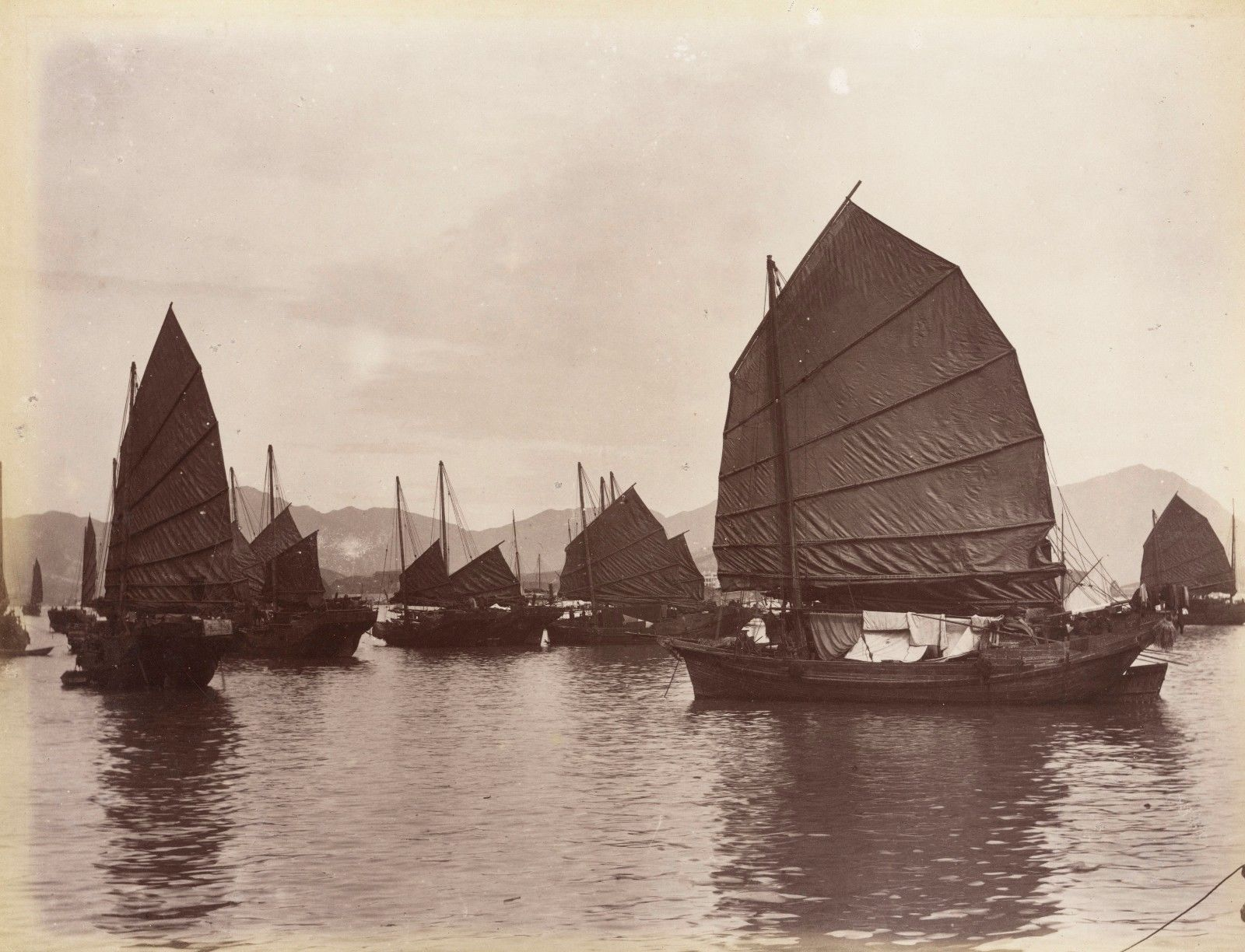
Jonci în Guangzhou, fotografie din c. 1880 de Lai Afong

O joncă este un tip de navă cu vele chineză, caracterizată printr-o cârmă centrală, o pupă boantă, pereți etanși la apă și fund plat. De asemenea, sunt construite folosind cuie și cleme de fier. Jonca chineză s-ar putea referi la unul dintre multele tipuri de nave mici de coastă sau fluviale, care servesc de obicei în calitate de cargou, barcă de agrement sau barcă de locuit, dar și cu dimensiuni până la nave oceanice mari. Pot exista variații regionale semnificative în ceea ce privește tipul de vele sau aspectul navei.
Joncile chineze erau inițial doar fluviale și aveau pânze pătrate, dar spre dinastia Song (c. 960 to 1279), au preluat tehnologiile oceanice de la navele comerciale k'un-lun po din Asia de Sud-Est. Velele tanja și velele de joncă au fost introduse pe joncile chineze spre secolul al XII-lea.
Modele similare cu joncile chineze au fost adoptate și de alte țări din Asia de Est, în special Japonia, unde joncile erau folosite ca nave comerciale pentru a aduce mărfuri din China și Asia de Sud-Est.
Din punct de vedere istoric, termenul „joncă” (în portugheză junco, în neerlandeză jonk și în spaniolă joanga⁠(d)), indica inițial djong-ul javanez, mari nave comerciale oceanice din Asia de Sud-Est, care diferă semnificativ de jonca chineză. În perioada colonială a ajuns să se refere la orice nave de dimensiuni medii până la mari de origine atât din Asia de Sud-Est, cât și din China (deseori hibrizi ai ambelor până în secolul al XV-lea), cu sau fără vele de joncă. Se folosea doar pentru joncile chineze după ce djong-urile au dispărut în secolul al XVII-lea.